# Andrés Valero Castells
Andrés Valero-Castells (Silla, 1 de marzo de 1973) es un compositor, director de orquesta y pedagogo musical español.

## Biografía
Completa su formación en los Conservatorios Superiores de Valencia y Murcia, titulándose en ocho especialidades, con cuatro Menciones de Honor y Premio Extraordinario Fin de Carrera en Composición. Han sido sus profesores más destacados R. Ramos, L. Balada, E. García Asensio, E. Cifre, M. Galduf, F. Tamarit, J. Mª Vives, V. Campos, etc. Ha asistido a numerosos cursos de perfeccionamiento y posgrado. Ha obtenido el Diploma de Estudios Avanzados (D.E.A.) por la Universidad Católica de Valencia. Desde 2004 es catedrático de composición en el Conservatorio Superior "J. Rodrigo" de Valencia.

Ha recibido importantes premios y distinciones. Sus obras se han interpretado en la mayor parte de Europa, y en Estados Unidos, Canadá, Argentina, Puerto Rico, Colombia, Panamá, Costa Rica, México, Japón, Corea, Singapur, Hong Kong, Turquía, Australia, China, etc. Ha recibido encargos de varias instituciones, así como de importantes conjuntos y solistas. Sus partituras están editadas en España, Francia, Suiza, y Estados Unidos. Cuenta con una amplia discografía realizada en España, Noruega, Francia, Suiza, Holanda, Portugal, Polonia, Estados Unidos y Japón. Ha sido miembro directivo de la Asociación de Compositores Sinfónicos Valencianos, y ha sido compositor residente del Festival Internacional Spanish Brass (Alzira, 2005), y de la Joven Orquesta de la Generalitat Valenciana (2005-06). Ha sido el primer compositor vivo interpretado en el Palau de les Arts "Reina Sofía" de Valencia (2006). Pertenece a la M. I. Academia de la Música Valenciana.

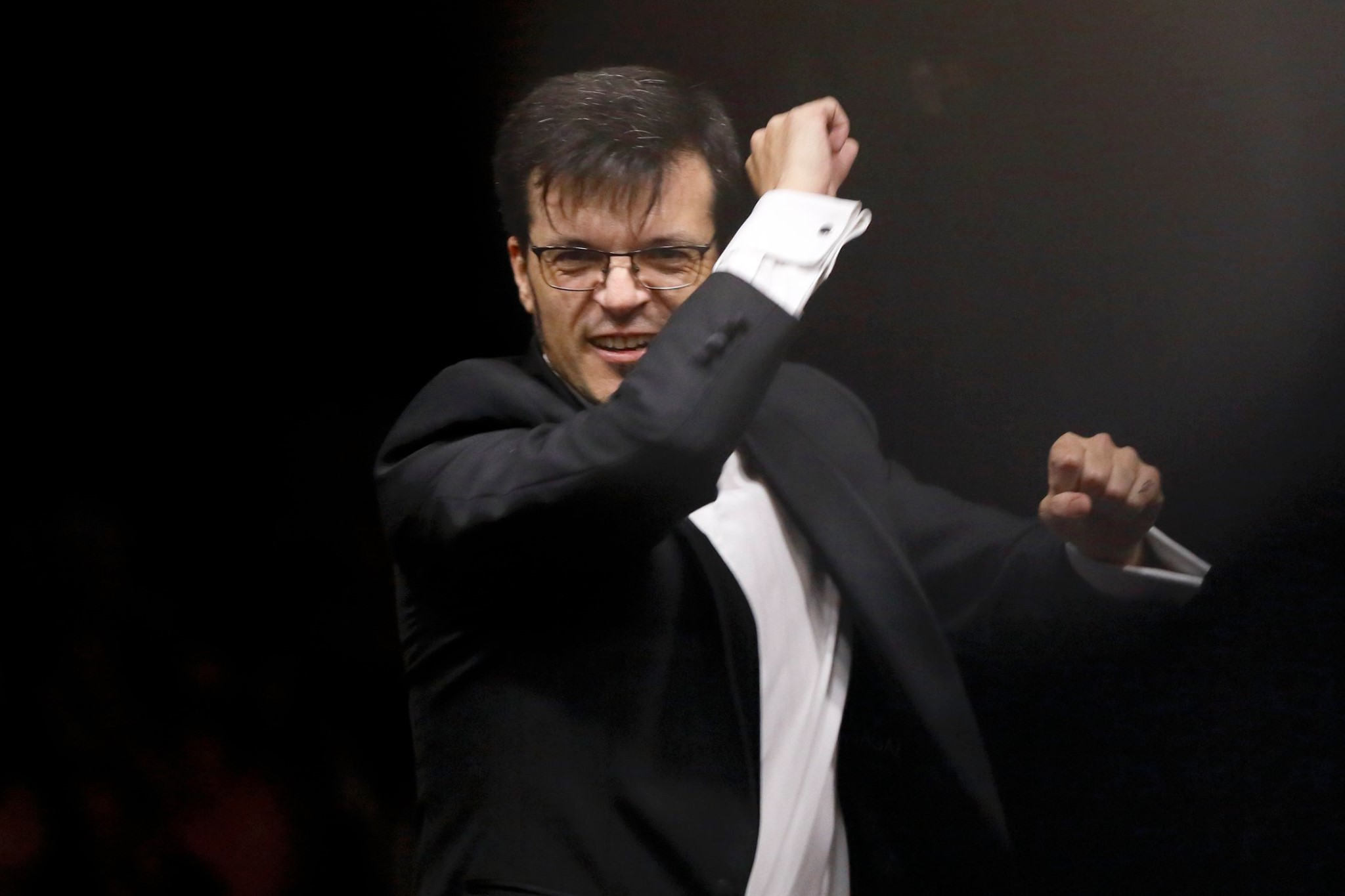
Andrés Valero-Castells en 2019

Ha sido Director Principal Invitado de la Banda y Orquesta Primitiva de Llíria, y fundador del ensemble Estudi Obert. Fue director de la banda del CIM de Mislata, director de la banda SAM de Picassent, y de la Agrupación Musical La Lírica de Silla. En la temporada 2015-16 fue nombrado Director Titular de la Banda Municipal de La Coruña. Actualmente es director de la Banda Joven de la Asociación "Bunyol, Cullera i Llíria". Como invitado ha dirigido entre otras formaciones, la Orquesta de Valencia, la Orquesta Sinfónica de Galicia, Orquesta ADDA Sinfónica, Orquesta BellesArts, las Bandas Municipales de Madrid, Barcelona, Valencia, Alicante, La Coruña, Santiago de Compostela, Vitoria, etc, así como la banda de la FSMCV, la de Musikene, la Artística de Buñol, Unión de Llíria, Banda de Lalín, Sinfónica de Baeza, y el Día de la Música Valenciana. Ha dirigido estrenos absolutos y nacionales de L. Balada, H. Mertens, M. Daugherty, J. Lord, S. Sciarrino, L. Berio, R. Mira, F. Tamarit, Ll. Barber, N. García, etc. Ha dirigido ensembles, ópera en concierto y bandas sinfónicas en el Festival Internacional de Música Contemporánea de Valencia Ensems. Además su versatilidad le ha llevado a abordar proyectos singulares como la grabación de un DVD para Sony con el grupo de rock Barón Rojo y el CIM de Mislata.

## Composiciones
El autor enumera sus obras con AV.

### Obras para orquesta

#### Orquesta sinfónica
- 2000 El monte de las ánimas (AV38)
- 2002 Los Fusilamientos de Goya (AV45)
- 2004 Africana (AV54)
- 2006 Sinfonía nº 3 Epidemia silenciosa (AV61)
- 2006 Rapsòdia sobre temes valencians (AV62)
- 2006 Polifemo y Galatea (AV63)
- 2008 GP (f-1) (AV67)
- 2019 Banksy's answer (AV90b, de Sinfonía n.º 6, Grafítica)
- 2020 Flúor, cobre, uranio, vanadio (AV92)

#### Orquesta de cámara / cuerda
- 1998 rev.2004 Dualis (AV28) AV28a, para orquesta de cuerda AV28c, para orquesta de cámara
- 2002 Cagiana 3.33 (AV44) Para orquesta a uno, 13 instrumentistas
- 2003 Concierto para animales (AV49) para narrador/es, niños y orquesta

#### Solista(s) con orquesta
- 1994 Concierto Nº1 (AV16) para trompeta y orquesta de cuerda
- 2001 Concierto (AV21b) para láminas y orquesta de cuerda
- 2002 Autopsicografía para voz/voces masculina/s y orquesta
- 2005 Pegasus, Concierto no 2 (AV60) para trompeta piccolo, orquesta de cuerda y cuarteto de trompetas
- 2008/09 Amorexxs (AV70) para trío de percusión y orquesta
- 2009 Beatriz y Alonso para piano (o dos pianos) y orquesta de cuerda
- 2010 Romance (AV31e) Versión para solista (voz, saxo alto, fliscorno, o violín) y orquesta de cuerda
- 2011/12 Concert Valencià (AV78) para clarinete y orquesta
- 2013 Rapsòdia sobre temes valencians (AV62c) para quinteto de metal y orquesta
- 2015 Tocatta for Matt (AV83) para contrabajo y orquesta de cámara
- 2018 Polifonía d'identitats (AV59b) versión para soprano y orquesta de cuerda
- 2020 Concierto Galdosiano (AV93) Concierto nº 3, para dos trompetas y orquesta

### Obras para banda

#### Banda sinfónica
- 1999 Dredred (AV26)
- 2000 Polifemo (AV39)
- 2001/02 Sinfonía nº 1 La Vall de la Murta (AV43)
- 2002/03 Sinfonía nº 2 Teogónica (AV46)
- 2003 Fa ra ri ri rà (AV48)
- 2003 El monte de las Ánimas (AV38b) versión para banda sinfónica, transcrita por Henrie Adams y Francisco Carrascosa
- 2005 Africana (AV54b)
- 2007 Sinfonía de Plata (nº 4) (AV65)
- 2008 Saxsuite (AV41b)
- 2009 Alferez Andrés Cortés (AV65b)
- 2009 Gallurana (AV72)
- 2010 Cardiofonía (AV76)
- 2010 Polifemo y Galatea (AV63b)
- 2009/12 Sinfonía nº 5 en Do (AV77)
- 2013 Romance (AV31g)
- 2014/15 Certamen de Elda, 30 aniversario (AV82)
- 2017 400 (AV87)
- 2018 Selfie (AV88)
- 2018 ORorDEdeSAsa (AV89)
- 2018/19 Sinfonía nº 6 Grafítica (AV90)
- 2019/20 Catarsis en rojo (AV91)
- 2020 Talens (AV94)

#### Solista(s) con banda
- 1997/98 Concierto nº 1 (AV16b) versión para trompeta y banda (sin percusión ni metal)
- 2008/09 AV69 (AV69)  para quinteto de metales y banda
- 2012 Concert Valencià (AV78b) para clarinete y banda
- 2017 Mm-bamba (AV69b) versión para cuarteto de saxos y banda del tercer tiempo del Concierto para quinteto de metales y banda

### Obras para coro
- 1995 rev.2004 Sin dudarlo iré, para coro mixto a 4 voces, Texto del Coro Sined
- 1999 Pange lingua (AV32), para coro mixto a 8 voces, Texto litúrgico en latín.

### Obras para Ensemble (de 25 a 7 músicos)
- 1998 Dualis (AV28b) para octeto de viento con piano
- 1998 Concierto (AV29) para láminas y octeto de viento
- 2000 Miniatura (AV37) para septeto de viento
- 2001 Preñudio y fuga (AV42) para octeto de dobles cañas
- 2002 Cagiana 3.33 (AV44) para 13 instrumentistas
- 2003 Valentia (AV51) fanfarria para 18 trompas
- 2004 Preludio (AV42b) para octeto de viento
- 2004 Fanfarria de plata (AV53) para 25 músicos
- 2004 Cocodrilo para metal del "Concierto para animales" (AV49)
- 2005 Custom (Vulcan 800) (AV50b) para ensemble
- 2005 Burrundi (AV56) para octeto de percusión
- 2005 Reencontres (AV57) para ensemble de metal
- 2013 Preludio y fuga (AV42c) versión para octeto de saxos

### Música de cámara

#### Sextetos
- 1997 Sexteto en tres movimientos para quinteto de metal (Obra compuesta en colaboración con Francisco J. Valero Castells)
- 2005 Variaciones sobre un tema de Vivaldi (AV58) para tuba y quinteto de viento
- 2013 Adagio Mesto para quinteto de Saxos (del Sexteto en Tres Movimientos, para metales y piano)

#### Quintetos
- 1991 La catedral (AV4) para 5 trompetas
- 1995 Tríptico (AV21) para quinteto de viento
- 1997 Belisana (AV25) para quinteto de metal
- 2003 Vulcan - 500 (AV50) para trío de metal, piano y percusión
- 2005 Polifonía d'identitats (AV59) para soprano, clarinete, trompa, fagot y marimba
- 2007 Tocata, interludio y tocatina (AV52b-c) para quinteto de percusión (solista más cuarteto)
- 2011 Solerianeta (AV71b) versión para cuarteto de saxos y percusión
- 2018 La tortuga (AV21c) versión para quinteto de saxos del 2.º tiempo de "Tríptico" para quinteto de viento
- 2017 Boccheriniana (AV79c) versión para quinteto de metal
- 2018 Boccheriniana (AV79d) versión para quinteto de viento
- 2019 Rachmanirvanoff (AV85b) versión para quinteto de metal, de la obra para piano "Smells like prelude"

#### Cuartetos
- 1992 Aquelarre (AV9) para 4 trompetas Bb/C
- 1995 Trombonerías (AV19) para 4 trombones
- 1995 Divertimento (AV20) para 4 saxofones
- 1995 Pequeña fantasía (AV24) para 4 trompas F
- 2000 ¡RRRR! (AV40) para 4 cajas
- 2001 Cuarteto nº 2 (AV41) para 4 saxofones
- 2007 In memoriam G. Ives (AV64) para cuarteto de cuerda
- 2007 Burrundi (AV56b) para cuarteto de percusión, versión revisada por Manel Ramada
- 2007 Glissando, que es gerundio... (AV66) para cuarteto de trombones
- 2009 Cuarteto nº 2 (AV41c) versión para 4 clarinetes
- 2010 Sus scrofa (AV73) para cuarteto de trompetas
- 2011 Solerianeta (AV71b) versión para cuarteto de saxos
- 2015 Solerianeta (AV71c) versión para cuarteto clarinetes
- 2012 Boccheriniana (AV79) para cuarteto de saxofones
- 2014 Boccheriniana (AV79b) versión para cuarteto de clarinetes

#### Tríos
- 1993 Tres piezas breves (AV12) para 3 trompetas Bb/C
- 1999 Dodi (AV30) para violín, violonchelo y piano
- 2010 Catedralicia (AV4b) para 2 trompetas (pic) y órgano
- 2011 Romance del Duero (AV31f) para voz (soprano), violín o saxo alto o fliscorno, y piano (texto de Gerardo Diego)
- 2015 La guerra dels mons 2.0 (AV84) música para la obra de teatro homónima de Roberto García; para trío de saxos

#### Dúos
- 1993 Fantasía concertante (AV11) para flauta y piano
- 1994 Concierto nº 1 (AV61c) versión para trompeta y piano (reducción de Francisco J. Valero Castells)
- 1999 Miniatura (AV31) para soprano y piano, Texto de Gerardo Diego
- 1999 Gabadafà (AV34) para trompeta y marimba
- 2000 Variaciones sobre un tema de J. Rodrigo (AV36) para trompa y guitarra
- 2002 Concierto (AV29c) versión para láminas y piano
- 2004 Festiva (AV55) para clarinete (Bb) y vibráfono
- 2005 Romance (AV31b) para violín y piano
- 2006 Romance (AV31c) para saxofón y piano
- 2007 Romance (AV31d)para fliscorno y piano, versión arreglada por Vicente Valero
- 2009 Solerianeta (AV71) para trompeta (C) y piano
- 2010 Rapsòdia sobre temes valencians (AV62b) para 2 pianos
- 2011 Variaciones sobre un tema de J. Rodrigo (AV36b) para violín y guitarra
- 2014 Concert valencià (AV78c) para clarinete y piano (Arreg. José Luis Escrivà Córdoba)
- 2013 Cavall Bernat (AV43) para saxofón y piano

### Solos
- 1993 El mito de la caverna, metáfora sobre metáfora (AV14) para oboe
- 1994 Impromptu(Tuba, tubae...) (AV17) para tuba
- 1994 Las tres rosas del cementerio de Zaro (AV18) para trompa
- 1995 Impromptu (AV23) para trompeta
- 2003 Fusta (AV47) para pequeño set de idiófonos de madera (1 perc.)
- 2004 Ma-chacona (AV52) tocata para piano
- 2004/05 Tres piezas para piano
- 2008 Zeffiroso para piano
- 2008/09 ICK (AV68) estudio para marimba
- 2010 Impromptu Zeta (AV75) para 4 timbales (1 perc.)
- 2013 Romance (AV31h) para piano
- 2013 Eiségesis del Aria-Goldberg (AV80) para piano
- 2014 La tortuga para piano (pieza derivada de "Triptico")
- 2016 Smells like prelude (AV85) para piano
- 2017 Cruz de San Andrés (AV86) para clarinete bajo
- 2017 Cruz de San Andrés (AV86b) versión para fagot
- 2019 Cruz de San Andrés (AV86c) versión para tuba

### Obras de Andrés Valero-Castells
- La música del P. Soler como idea en la composición moderna. El Fandango soleriano en la creación musical española desde finales del s. XX hasta la actualidad. Editorial: Institución Alfonso el Magnánimo (Valencia) = Institució Alfons el Magnànim (Valencia) Año de la edición: 2012. Colección: Compendium Musicae, Número 10

### Obras sobre Andrés Valero Castells
- ABELLO BLANCO, Enrique: "Estudio analítico de los conciertos para trompeta de Andrés Valero-Castells", T.F.M. Universidad de Valladolid, 2016.
- ADAM FERRERO, Bernardo: "1000 Músicos Valencianos", Sounds of Glory, Valencia 2003, ps. 813-814.
- ÁLVAREZ-ARGUDO, Miguel: "El Pianismo Valenciano, los compositores y las obras", RIvera Editores, Valencia 2005, ps. 54 y 73.
- ÁLVAREZ-ARGUDO, Miguel: "Aplicación pedagógica de la obra valenciana para piano", Piles, Valencia 2008, ps. 14 y 40.
- ÁLVAREZ-ARGUDO, Miguel: "Pianismo Español, compositores y obras", Piles, Valencia 2016, ps. 42, 52, 61, y 85.
- ARNAL DOMINGO, Vicente: "Las composiciones para trompa. Propuesta de inventario del patrimonio valenciano (2ª mital del XX - 2004)", T.F.M. Universidad Politécnica de Valencia, 2007. Ps. 23 a 26, 40, 63, y 127 a 129.
- BARROS DA CUÑA, Noelia: "La demencia tipo Alzheimer en la música: Análisis estético de la Sinfonía nº3 "Epidemia Silenciosa" de Andrés Valero", T.F.M. Universidad Internacional de Valencia, 2019.
- BARROS DA CUÑA, Noelia: "Aprendizaje-servicio a través de la música de Andrés Valero-Castells", Conference Proceedings CIVAE, MusicoGuia 2020, ps 409 a 413.
- CANO SERVER, Francesca: "Obrim noves portes amb les claus del tio Canya: la creació de la identitat", T.F.M. Universidad de Alicante, 2018, ps. 36 a 38.
- CASADO, Roberto: "Repertorio bandístico para flauta, flautón y flauta en sol", Dasí Ediciones, Valencia 2011, ps. 27 a 29, 55 a 57, y 67-68.
- CUNYAT RIOS, Xavier: "Un Rapsode a la Ciutat", en la revista Algudor n.º 2, Centro de Estudios Locales, Silla, 2001, ps. 205 a 223.
- DELLA FONTE, Lorenzo: "La Banda: Orchestra del Nuovo Millenio", Edizioni Joker, Nove Ligure 2016. p. 184.
- ESCRIVÀ CÓRDOBA, José Luis: "La Composició de Música per a Banda al País Valencià: Andrés Valero-Castells, Modernitat i Tradició", T.F.M. Universitat Politècnica de València, 2014.
- ESCRIVÀ CÓRDOVA, José Luis: "La composición de música actual para banda en el País Valenciano: propuestas sonoras no convencionales". Tesis Doctoral. Valencia, Universidad Politécnica de Valencia, 2017. Ps. 64 a 79.
- GALIANA, Josep Lluís: "Escritos desde la intimidad", EdictOràlia Música, València 2016. Vol. I, ps. 17, 99 a 101, 197-198, 374 a 376, 410-411, 431, 454, 544.
- GALIANA, Jospe Lluís: "Pianos y Pianistas; Dos décadas de crítica musical y otros escritos pianísticos", EdictOràlia, València 2020. Ps. 159, 213 a 216.
- GUTIÉRREZ ABREU, Vivian: "The repertoire for wind orchestra", Luca, School of Arts, Campus Lemmens, Leuven 2015. Ps. 25, 26, 30, 32, 34, 46.
- GUTIÉRREZ ABREU, Vivian: "The importance of the common work between composer and conductor", T.F.M. Luca, School of Arts, Campus Lemmens, Leuven 2018. Ps 83 a 85, 96.
- GUTIÉRREZ DORADO, Pilar y MARCOS PATIÑO, Cristina: "15 años de estrenos de música, 1985-1999", y "20 años de estrenos de música, 1985-2004", Centro de Documentación de Música y Danza del Ministerio de Educación, Cultura y Deporte, Madrid 2000, ps. 513 a 515, y CD Rom, Madrid 2005.
- HERNÁNDEZ FARINÓS, Pascual: Diccionario de la Música Valenciana, IVM. Valencia 2007. Vol. II, pp. 541-542.
- MARCO, Tomás: "Historia Cultural de la Música", Iberautor Promociones Culturales, Madrid 2008, p. 976.
- MARTÍNEZ SAIZ, Isidro Joaquín: "Andrés Valero-Castells: Música sobre Músicas en sus Sinfonías", T.F.M. Universidad Internacional de Valencia, 2019.
- MORALES, Luisa y LATCHAM, Michael: "Nuevas perspectivas sobre la música para tecla de Antonio Soler", FIMTE 2016, Ps. 321 a 334.
- OLTRA GARCÍA, Héctor: "La Expresión Estructurada: Trayectoria vital y creativa del compositor valenciano Ramón Ramos", EdictOràlia Música, València 2019. Ps. 146, 163, 165, 169 a 171, 174, 177, 179-180, 184 a 186, 190, 192, 198, 200, 207 a 210, 228, 303-304, 316.
- PEASE, Andrew Donald: "An annotated bibliography of symphonies for wind band", Tesis Doctoral. Arizona State University, 2015. Ps. 276 a 278.
- PINTA ESCRIBANO, María Isabel: "La composición sinfónico-coral como recurso para ESO en la Comunitat Valenciana", T.F.M. Universitat de València, 2014. Ps. 7-8 y 53.
- SOLER COMPAÑ, Francisco Antonio: "Spanish wind band Masterpieces", T.F.M. Conservatorium Maastricht, 2017. Ps. 32 a 35, 40-41, 43, 48, 50-51, 53 a 55, 59, 81 a 83, 89, 92-93, 96-97, 105, 120 a 138.
- "La Biblioteca de Música Española Contemporánea", Fundación Juan March, Madrid 2001, p. 680.
- "Catálogo de Autores", Asociación de Compositores Sinfónicos Valencianos, Valencia 2002, Ps. 147-150.
- Archivos de la Sociedad General de Autores y Editores Españoles, SGAE.